# Ruger MK II
Die Ruger MK II ist eine in den USA sehr verbreitete Sportpistole.

## Entstehung
Die Ruger MK II entstand in ihrem ursprünglichen Design im Jahr 1949 als Konkurrenz zu kleinkalibrigen Sportpistolen der Hersteller High Standard (Hi-Standard GB Auto) und Colt (Colt Woodsman).

## Technik
Im Gegensatz zu jenen Modellen verwendete man bei Ruger keinen konventionellen Schlitten, sondern einen Verschlusszylinder innerhalb eines runden Schlossgehäuses. Am Ende der Pistole befindet sich ein geriffelter Ladeknauf. Trotz dieses zu jener Zeit unkonventionellen Entwurfes setzte sich die Pistole (damals mit der ursprünglichen Modell-Bezeichnung Standard) auf dem Markt durch. Die Ruger ist eine Selbstladepistole mit einfachem Masseverschluss. Der Gasdruck im Lauf öffnet den unverriegelten Verschluss, eine starke Feder genügt, um ihn wieder zu schließen.
Insgesamt wurden von den Pistolen Standard, MK I und MK II zirka 3 Millionen Exemplare hergestellt.